# James W. Flanagan

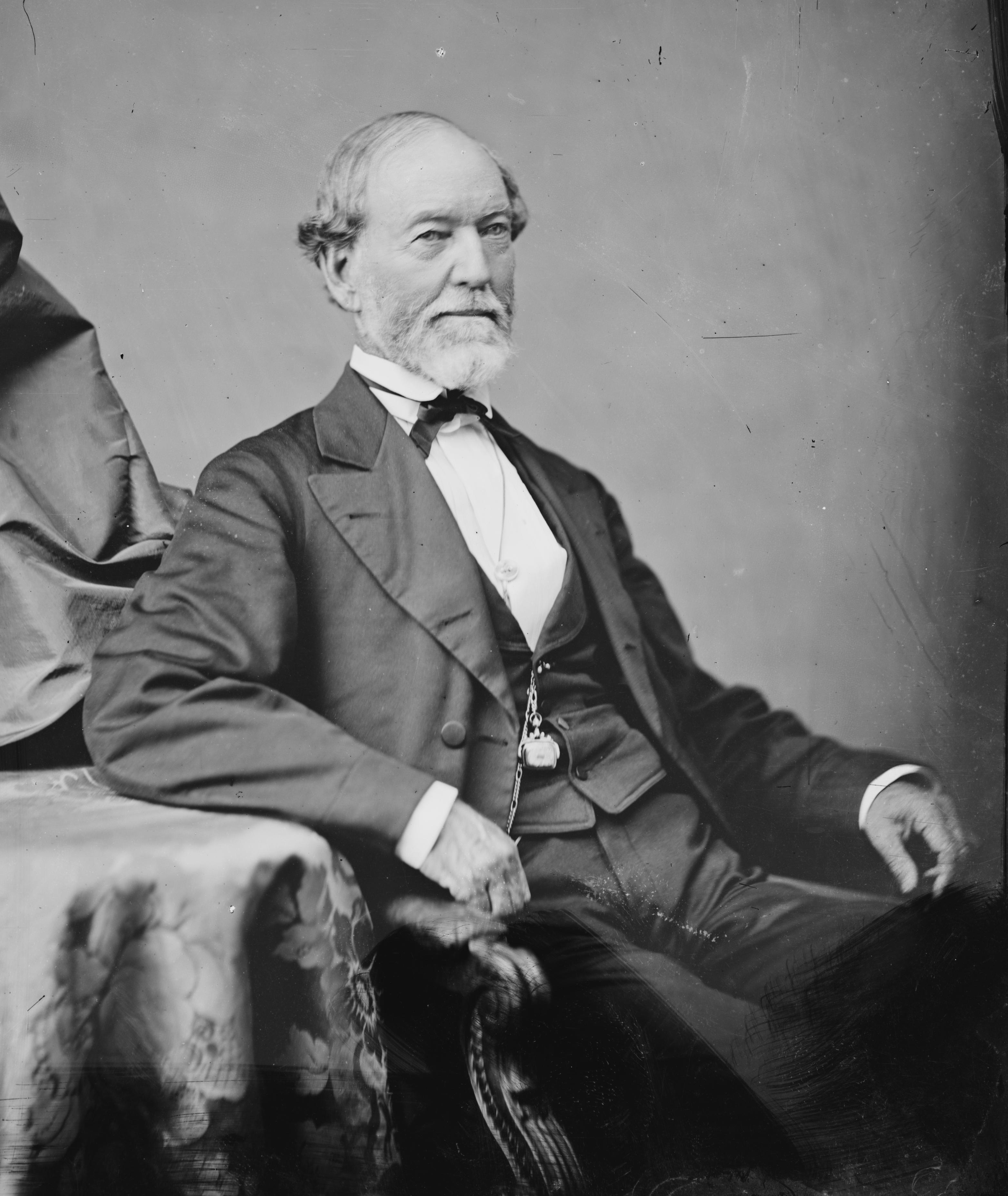
James W. Flanagan

James W. Flanagan, född 5 september 1805 i Albemarle County, Virginia, död 19 september 1887 i Gregg County, Texas, var en amerikansk politiker. Han var viceguvernör i Texas 1869–1870. Han representerade Texas i USA:s senat 1870–1875.
Flanagan studerade juridik och inledde 1825 sin karriär som advokat. Han flyttade 1843 till Republiken Texas.
Flanagan var aktiv inom delstatspolitiken i Texas som whig. Han gick senare med i republikanerna. Han var motståndare till Texas utträde ur USA.
Flanagan tillträdde 1869 som viceguvernör. Han avgick följande år för att tillträda som senator för Texas i samband med att Texas fick representation i senaten för första gången sedan amerikanska inbördeskriget. Han efterträddes 1875 som senator av Samuel B. Maxey.